# 玉越博幸
玉越 博幸（たまこし ひろゆき、1970年9月1日 - ）は、日本の漫画家。大阪府出身。代々木アニメーション学院大阪校卒業。講談社第45回新人漫画賞で「アルバイトに行こう」で佳作を受賞後「BOYS BE…」でデビュー。ラブコメ、恋愛漫画を中心に執筆活動中。

## 闘病と休載
2023年11月、ガンが数カ所、肝臓に転移していたことをTwitterで公表。
同時に「機動戦士ガンダム ポケットの中の戦争」が休載されることになった。

## 作品リスト

### 連載
- BOYS BE…（原作：イタバシマサヒロ、『週刊少年マガジン』、初代：全32巻、2nd Season：全20巻、L CO-OP：全6巻）
- A GIRLS（原作：イタバシマサヒロ、『月刊コミックブレイド』、全3巻）
- ガチャガチャ（『週刊少年マガジン』→『マガジンSPECIAL』、全16巻）
- Doする!?パラダイス（『コミックボンボン』、全3巻）
- ごめんね、マリア様（『ヤングアニマル嵐』、全1巻）
- ケ・セラ・セラ（『スーパージャンプ』、全4巻）
- ラスト 〜僕らは未来のために〜（『マガジンSPECIAL』、全2巻）
- 魔境のシャナナ（原作：山本弘、『週刊コミックバンチ』、全4巻）
- BOYS BE… 2009（原作：イタバシマサヒロ、「MiChao!」、単行本は「BOYS BE… pre season」として発売、全1巻）※「BOYS BE… next season」の前身
- BOYS BE… next season（原作：イタバシマサヒロ、『マガジンSPECIAL』、全6巻）※「BOYS BE…」の続編
- ダブルヒロイン（原作：広井王子、『月刊少年ライバル』、全5巻）
- じぇいりぶ!!（『コミックバーズ』、全3巻）
- ひなたに凛と咲くひまわり荘（『コミックヘヴン』、全2巻）
- BOYS BE…〜adult season〜（原作：イタバシマサヒロ、『イブニング』、不定期連載、未単行本化）※「BOYS BE…」第3シリーズ、未完
- GIRLS BE…（『週刊漫画ゴラク』、月1連載、全4巻）※「BOYS BE…」の姉妹作品。
- ラブ嬢 〜やっぱりご延長ですか!?〜（原作：平和、『月刊ヤングマガジン』、全1巻）
- わんこナンバーワン（「マンガボックス」、全4巻）
- 銀河乙女（原作：平和、原案・脚本・キャラクターデザイン：白組、『月刊ヤングマガジン』2014年5月号[2] - 、全1巻）
- キボウノシマ（原作：守靖ヒロヤ、『月刊キスカ』、全3巻）
- 有栖寺理夢は変態である（『コミックヘヴン』Vol.20[3] - 、全1巻）
- ぴーかん!（『週刊漫画ゴラク』、全1巻）
- 余命一年のAV女優（原作：井川楊枝、編集・脚色：太田ぐいや（途中から）、「モバMAN」2017年6月9日[4] - 、既刊3巻）※単行本は電子書籍のみで発売
- BOYS BE…〜young adult〜（原作：イタバシマサヒロ、『月刊ドラゴンエイジ』2017年10月号[5] - 2018年8月号[6]、全2巻）※「BOYS BE…」第4シリーズ
- 不倫純愛 一線越えの代償（原作：新堂冬樹、「まんが王国」連載中）
- 機動戦士ガンダムUC 獅子の帰還（シナリオ：福井晴敏、『ガンダムエース』2020年1月号[7] - 7月号）
- ぎゃるYOMEeee!（『週刊漫画ゴラク』2020年10月9日号[8] - 、既刊1巻）
- 機動戦士ガンダム0080 ポケットの中の戦争（『ガンダムエース』2021年8月号[9] - 連載中、既刊4巻）

### 読み切り
- 玉越博幸の。Boys be ambitious!（短編集、2014年5月9日発売[10]、竹書房）
  - LOVEオートメーション（『週刊少年サンデー』2007年35号[10]）
  - ちょ〜巨大17歳 カレン（『増刊少年マガジン』FRESH2001年5月[10]）
  - フリーダム（『オースーパージャンプ』2007年2月25日増刊[10]）
  - HIME COP（『週刊少年マガジン』2005年15号[10]）
  - フェアリーゴッド（『月刊ビッグガンガン』2012年Vol.06[10]）
  - きゃわきゃわきゅんきゅん（『月刊キスカ』2014年6月号[10]）
- エクス・マキナの邂逅（『ガンダムエース』2018年8月号[11]）

## その他
- TVチャンピオン「文房具通選手権」（1999年4月1日）に登場し出題を行った。問題は「玉越が使っている修正液の商品名」を当てるというものだった。
- 「トリビアの泉 〜素晴らしきムダ知識〜」の確認VTRで、玉越のイラストが使用された。
- 東日本大震災の被災者の支援にも取り組んでおり、他の漫画家と共同で東日本大震災チャリティ同人誌「pray for Japan」で執筆する。[12]
- ケツメイシ「男女6人夏物語」で作品をモチーフにした漫画がシークレットアイテムとしてシングルに付属
- 加瀬あつし作品に登場する頻度が高く、加瀬の漫画作品『カメレオン』内では名前を「金玉越博幸」、作品名を「棒 is ビーン」「BOYS C…」などとクレジットされている。

## アシスタント
- 市川マサ
- 久遠ミチヨシ
- 松下こーいち
- 青木U平[13]